# Сельское поселение Каринское (Московская область)
Сельское поселение Каринское — упразднённое в 2017 году муниципальное образование (сельское поселение) упразднённого Зарайского муниципального района Московской области.
Административный центр — деревня Карино. Площадь территории сельского поселения составляет 27 349 га.
Глава сельского поселения — Швага Сергей Васильевич.

## История
В 2005 году сельские округа были упразднены и образованы четыре сельских поселения Гололобовское, Каринское, Струпненское, Машоновское и городское поселение Зарайск.
10 января 2017 года законом № 206/2016-ОЗ муниципальное образование Зарайский муниципальный район было преобразовано в муниципальное образование городской округ Зарайск с упразднением всех ранее входивших в него городского и сельских поселений.

## Население
| 2006  | 2007  | 2008  | 2009  | 2010  | 2011  | 2012  | 2013  | 2014  | 2015  |
| ----- | ----- | ----- | ----- | ----- | ----- | ----- | ----- | ----- | ----- |
| 5496  | ↘5461 | ↗5468 | ↗5491 | ↗5557 | ↘5509 | →5509 | ↘5496 | ↘5406 | ↘5301 |
| 2016  | 2017  |       |       |       |       |       |       |       |       |
| ↘5210 | ↘5150 |       |       |       |       |       |       |       |       |

## Состав сельского поселения
| №  | Населённый пункт                | Тип населённого пункта          | Население |
| -- | ------------------------------- | ------------------------------- | --------- |
| 1  | Авдеево                         | деревня                         | ↗977      |
| 2  | Авдеевские Выселки              | деревня                         | ↘0        |
| 3  | Алтухово                        | деревня                         | ↘57       |
| 4  | Березники                       | деревня                         | ↘0        |
| 5  | Болваньково                     | деревня                         | →1        |
| 6  | Большие Белыничи                | деревня                         | ↗192      |
| 7  | Веселкино                       | деревня                         | →0        |
| 8  | Давыдово                        | деревня                         | ↘5        |
| 9  | Добрая Слободка                 | деревня                         | ↘5        |
| 10 | Дятлово-3                       | деревня                         | ↘92       |
| 11 | Зарайский                       | посёлок                         | ↘672      |
| 12 | Зимёнки-1                       | деревня                         | ↘247      |
| 13 | Ивашково                        | деревня                         | ↘6        |
| 14 | Карино                          | деревня, административный центр | ↘209      |
| 15 | Карманово                       | деревня                         | ↗21       |
| 16 | Кобылье                         | деревня                         | ↘31       |
| 17 | Крутой Верх                     | деревня                         | ↘14       |
| 18 | Кувшиново                       | деревня                         | ↗25       |
| 19 | Кудиново                        | деревня                         | ↗9        |
| 20 | Куково                          | деревня                         | ↗76       |
| 21 | Латыгори                        | деревня                         | →6        |
| 22 | Летуново                        | деревня                         | ↗844      |
| 23 | Логвёново                       | деревня                         | ↘8        |
| 24 | Макеево                         | село                            | ↗1413     |
| 25 | Малые Белыничи                  | деревня                         | ↗5        |
| 26 | Никитино                        | деревня                         | ↗15       |
| 27 | Отделения 2 совхоза «Зарайский» | посёлок                         | ↗185      |
| 28 | Перепёлкино                     | деревня                         | ↘8        |
| 29 | Печерники                       | деревня                         | ↘191      |
| 30 | Пыжово                          | деревня                         | ↘106      |
| 31 | Рожново                         | деревня                         | ↗21       |
| 32 | Рябцево                         | деревня                         | ↘0        |
| 33 | Саблино                         | деревня                         | ↗98       |
| 34 | Сохино                          | деревня                         | ↗12       |
| 35 | Требовое                        | деревня                         | ↗6        |